# Henri Giffard

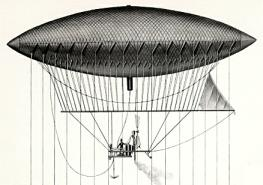
Kresba Giffardovy vzducholodi

Henri Giffard (8. února 1825, Paříž – 15. dubna 1882) byl francouzský konstruktér, vynálezce parního injektoru a konstruktér první řiditelné vzducholodi.
Po vystudování školy v Bourbonu nastoupil jako technický inženýr železnice v St. Germain. Tam se věnoval zlepšování parních lokomotiv. V roce 1851 si nechal patentovat použití parního stroje pro pohon vzducholodi. V roce 1852 sestrojil první známou řiditelnou vzducholoď.
Je jedním ze 72 významných mužů, jejichž jméno je zapsáno na Eiffelově věži v Paříži.